# Maison de La Tour d'Auvergne
Pour les articles homonymes, voir Familles de La Tour d'Auvergne.
La maison de La Tour d'Auvergne, anciennement « de La Tour », est une famille noble française d'extraction éteinte, originaire de La Tour (qui ne s'appelait pas d'Auvergne avant le XIVe siècle) dont elle possédait la seigneurie et où elle avait sa résidence jusque vers les années 1280, époque où elle s'établit au château de Saint-Saturnin, près de Clermont-Ferrand.
La branche principale de cette famille s'est toujours appelée La Tour, parfois La Tour d'Olliergues à cause de son fief principal. Ce n'est qu'après le mariage en 1389 de Bertrand IV de La Tour, fils de Guy, seigneur d'Oliergues, et de Marie de Roger de Beaufort, avec Marie d'Auvergne, qui l'a mise en possession du comté d'Auvergne, que La Tour d'Auvergne est devenu le patronyme de la branche de Turenne.

## Filiation
Voir également l'arbre généalogique partiel (sur la version (en)).

### Branche principale
- Bertrand Ier, seigneur de La Tour marié à Judith de Mercœur (les deux † en 1208) (fille de Béraud de Mercœur († 1183), et de Judith, fille de  Guillaume VIII d'Auvergne)
  - Bernard Ier de La Tour, chevalier du comte de Toulouse († 1253)
    - Bernard II († 1270), marié à Yolande de N***
      - Bertrand II († 1296), marié (en 1275 ?) à Béatrix d'Auvergne-Meymont, dame de Meymont (à Oliergues, cf. St-Gervais et Tours) et d'Ol(l)iergues (née vers 1258-† 1296 ?) :
      - La généalogie de ladite Béatrice d'Auvergne s'établit possiblement ainsi : 
        - Robert de Clermont de Velay († après 1221), dernier fils de Guillaume VIII d'Auvergne et frère du comte Robert IV, épouse Iseult de Meymont († 1250), fille d'Agnon V (ou VI) de Meymont d'Oliergues[1], dont : 
          - Marguerite de Meymont, femme d'Héracle de Montboissier ; Pierre ; Étienne, seigneur de Meymont, qui vendit ledit Meymont en avril 1238 à Guigues IV de Forez : mais Meymont revint ensuite à Agnon VII de Meymont d'Oliergues ci-dessous, probablement par sa mère Béatrix de Baffie-Forez ;
          - et Agnon VI d'Auvergne de Meymont: peut-être marié vers 1231, Agnon VI meurt, comme sa femme vers 1252. Cette dernière était Béatrix de Baffie, petite-fille maternelle de Guigues III de Forez, sœur de Philippie et d'Eléonore de Baffie qui épousa le comte Robert V, d'où : 
            - autre Marguerite de Meymont ;
            - et Agnon/Agne VII, sire de Meymont et d'Olliergues, croisé en 1270 († avant 1276), époux de sa cousine Alix de Courcelles du Breuil (Courcelles ou d'Escourcelles, un château disparu près du Breuil ; fille de Robert II de Courcelles du Breuil et de Philippie de Baffie, cette dernière étant supposée la petite-fille maternelle de Guigues III de Forez, et la sœur de Béatrix et d'Eléonore de Baffie ci-dessus) : Parents de notre Béatrix/Béatrice d'Auvergne-Meymont.

        - (Bertrand II de La Tour et Béatrice d'Auvergne, dame de Meymont et d'Oliergues, enfantent) : - Bernard III († 1325), seigneur de la Tour, marié en 1295 à Béatrix, fille d'Henri II de Rodez, dont : 
          - Bernard de La Tour (né v. 1306-† 1361), cardinal en 1342 ;
          - et Bertrand III († 1361), marié en 1320 à Isabelle de Lévis-(Mirepoix), fille de Jean Ier de Lévis — fils de Guy III de Lévis — et Constance de Foix, fille de Roger-Bernard III de Foix, 
            - Jean de La Tour (né v. 1325/1328-† 1374), cardinal en 1371 ; Bertrand (v. 1330-1382), évêque de Toul en 1353-1361, et du Puy en 1361-1382 ; Bernard († v. 1395), évêque de Langres en 1374-1395 ; Henri († 1415), évêque de Clermont en 1376-1415 ;
            - et Guy († 1375), sire de la Tour, marié en 1353 à Marthe Rog(i)er de Beaufort, fille de Guillaume II Rog(i)er : souche des comtes d'Auvergne, de Boulogne et de Lauragais de la maison de La Tour : voir ci-dessous la branche aînée, par le mariage en 1389 de leur fils Bertrand IV de La Tour (ap. 1353-ap. 1423) avec Marie d'Auvergne.

        - et - Bertrand Ier de La Tour (frère cadet de Bernard III de la Tour), Seigneur d'Olliergues, marié en 1314 à Marguerite Aycelin, dont[2] : 
          - Deux descendances, l'aînée étant la plus prestigieuse des La Tour (d'Oliergues puis d'Auvergne), vicomtes de Turenne, Princes de Sedan, ducs de Bouillon (voir ci-dessous) : Agne/Agnet Ier (1329-1354), sire d'O(l)liergues, x 1343 Catherine de Narbonne-Talairan, dont : 
            - Agne(t) II († 1404), sire d'Olliergues, x 1372 Béatrice de Chalencon de Polignac, dont : 
              - Agne(t) III († 1415) ; Guillaume († 1470), évêque de Rodez en 1429-1457, patriarche d'Antioche en 1457 ;
              - et Bertrand II († 1450), sire d'Oliergues, x 1° en 1423 Marguerite Rog(i)er de Beaufort, fille de Nicolas Roger de Beaufort, d'où : 
                - Agne(t) IV (1425-1489), x 1444 sa cousine germaine Anne de Roger de Beaufort, vicomtesse de Turenne (voir ci-après).

          - et la seconde faisant la branche de La Tour de Murat.

### Branche aînée des comtes d'Auvergne
Bertrand VI ou IV de La Tour (ap. 1353-ap. 1423), fils de Guy, seigneur de la Tour, et de Marthe Rogier de Beaufort (voir ci-dessus), marié en 1389 avec Marie d'Auvergne (1376-1437), comtesse héritière d'Auvergne et de Boulogne, d'où :
- Bertrand VII ou V (né v. 1390/1395-† 1461), comte d'Auvergne et de Boulogne, marié en 1416 à Jacquette du Peschin (un fief à Bellenaves) :
  - Bertrand VIII ou VI (1417-1474), Sire de La Tour, marié en 1444 à Louise, fille de Georges Ier de La Trémoïlle :
    - Jean IV de La Tour d'Auvergne (1467-1501), aussi comte de Lauragais en dédommagement de la perte du Boulonnais (1477), marié en 1495 avec Jeanne de Bourbon-Vendôme (1465-1511). Ils ont eu deux filles : 
      - Anne (ap. 1495-1524), comtesse d'Auvergne ;
      - et Madeleine de La Tour (1498-1519) : 
        - mère de Catherine de Médicis, reine de France, comtesse d'Auvergne et de Lauragais. C'est la fin de la branche aînée, fondue dans les derniers rois Valois.

### Branche cadette des La Tour (d'Oliergues puis d'Auvergne), vicomtes de Turenne
La branche cadette des vicomtes de Turenne commence avec le mariage en 1444 d'Anne de Rog(i)er de Beaufort (arrière-petite-fille de Guillaume II Roger, petite-fille de Nicolas Rog(i)er de Beaufort, et petite-nièce de Guillaume III Roger), vicomtesse héritière de Turenne, avec son cousin germain An(n)et ou Agne(t) IV de La Tour d'Oliergues (1425-1489), seigneur d'Olliergues, fils de Marguerite Rogier de Beaufort et de Bertrand II de La Tour d'Ol(l)iergues, ce dernier étant lui-même l'arrière-petit-fils de Bertrand Ier et Marguerite Aycelin ci-dessus. 
- Antoine de La Tour d'Oliergues († 1527), fils d'Annet IV et d'Anne Rog(i)er de Beaufort de Turenne (et frère de Gilles, abbé du Vigeois, et d'Antoine-Raimond de La Tour, auteur de la branche de Murat), épouse en 1494 Antoinette de Pons-Bergerac (qui descendait des anciens vicomtes de Turenne, antérieurs aux Rogier de Beaufort), et enfante : 
  - François Ier (ou II) de La Tour d'Oliergues (1497-1532), vicomte de Turenne (frère aîné de Gilles de La Tour, seigneur de Limeuil), x 2° 1518 sa cousine éloignée Anne de La Tour d'Auvergne-Montgascon, fille de Godefroid II de La Tour d'Auvergne-Montgascon, petite-fille de Godefroid Ier, et arrière-petite-fille de Bertrand V (VII) de La Tour († 1461), comte d'Auvergne (ci-dessus). Le nom de cette branche devient alors de La Tour d'Auvergne (de Turenne) (et non plus d'Oliergues, bien moins prestigieux que d'Auvergne).
    - Le fils de François et d'Anne d'Auvergne-Montgascon est le vicomte François II (ou III) de Turenne (1525-1557), mari en 1545 d'Éléonore, fille aînée d'Anne de Montmorency : Parents du maréchal-duc de Bouillon Henri, qui suit :

- Henri de La Tour d'Auvergne (1555-1623), vicomte de Turenne, puis prince de Sedan et duc de Bouillon du chef de son premier mariage en 1591 avec Charlotte de La Marck, maréchal de France, marié en secondes noces en 1595 avec Élisabeth Flandrika d'Orange-Nassau qui lui donna deux fils et cinq filles, dont :
- Marie de La Tour d'Auvergne (1601-1665), épouse de Henri III de La Trémoille, duc de Thouars
- Frédéric-Maurice de La Tour d'Auvergne, duc de Bouillon (1605-1652), époux d'Éléonore-Catherine-Fébronie de Wassenaar de Berg
  - Godefroy Maurice de La Tour d'Auvergne, duc de Bouillon, comte d'Auvergne (1641-1721), époux de Marie Anne Mancini, nièce de Mazarin
    - Emmanuel-Théodose de La Tour d'Auvergne, duc de Bouillon (1668-1730), époux d'Armande de La Trémoïlle
      - Armande de La Tour d'Auvergne (1697-1717), épouse de Louis II de Melun d'Epinoy
      - Charles-Godefroy de La Tour d'Auvergne, duc de Bouillon (1706-1771), époux de Marie-Charlotte Sobieska, petite-fille du roi de Pologne Jean III
        - Marie-Louise de La Tour d'Auvergne (1725-1793), x 1743 Jules-Hercule-Mériadec de Rohan, duc de Montbazon et prince de Guéméné,
        - Godefroy Charles Henri de La Tour d'Auvergne (1728 - Évreux 1792), 6e duc de Bouillon de la Maison de La Tour d'Auvergne. Il laissa deux fils sans postérité (dont Jacques-Léopold, 1746-1802, 7e duc de Bouillon en 1792-1794/95), et une fille naturelle. Il adopta :
          - Philip(pe) de La Tour d'Auvergne[5],[6],[7],[8],[9] (Elizabeth Castle, Jersey, 22 novembre 1754 - Londres 1816), vice-amiral anglais, gouverneur de Jersey, fils de Charles d'Auvergne et d'Elizabeth Le Geyt, reconnu duc de Bouillon en 1814-1815 ;
          - Corbet James d'Auvergne[10] (Jersey, 1765-Îles Anglo-Normandes, 2 février 1825, demi-frère cadet de Philip, post-capitain anglais en 1811, marié en 1823 à Marie Victoire Adélaïde de Rohan (1779-1836), supposée fille naturelle de Ferdinand Maximilien Mériadec de Rohan-Guémené, archevêque de Bordeaux et de Cambrai, et de Charlotte Stuart : ce serait le deuxième mariage de Marie Victoire Adélaïde,... après le premier qu'elle contracta avec un noble polonais, Paweł Antoni Ludwik Nikorowicz (1751-1810) — d'où leur fils Paul Anthony Louis Bertrand de Nikorowicz (1806-1852) — et ... avant le troisième, avec un officier français : Jean de Pauw, dont aucune postérité.

    - Louis Henri de La Tour d'Auvergne, comte d'Évreux (1679-1753) : il fait construire à Paris l'hôtel d'Évreux en 1718-1722, c'est-à-dire le palais de l'Élysée

  - Frédéric-Maurice de La Tour d'Auvergne, comte d'Auvergne (1642-1707), époux de Marie-Henriette-Françoise de Hohenzollern-Hechingen
    - Henri Oswald de La Tour d'Auvergne, cardinal d'Auvergne (1671-1747)
    - Elisabeth-Eléonore de la Tour d’Auvergne (1665-1746)

  - Emmanuel-Théodose de La Tour d'Auvergne, cardinal de Bouillon, abbé de Cluny, de St-Ouen, de Tournus (1643-1715)
- Henri de La Tour d'Auvergne, vicomte de Turenne (1611-1675), le maréchal de Turenne.

### Rameau de La Tour de Varan et de La Fayette
La famille de La Tour, seigneur de Varan et de La Fayette, qui a pris le nom de La Tour de Varan, prétendait être issue de Berlion Ier,     second fils d'Alber Ier seigneur de La Tour-d'Auvergne (qui ne figure pas dans la généalogie simplifiée plus haut).
Cette branche étant antérieure au mariage en 1389 de Bernard IV de La Tour, seigneur de la Tour en Auvergne, avec Marie d'Auvergne, elle n'a jamais porté le nom de La Tour d'Auvergne. Néanmoins sur les documents d'état civil de Marie-Antoinette-Joséphine, l'une des filles du dernier châtelain Nicolas, le nom de "La Tour d'Auvergne de Varan" est utilisé pour la désigner, même si cette branche a toujours utilisé "La Tour de Varan" ou "La Tour-Varan". Elle s'est éteinte à la mort à Saint-Étienne en 1864 de Jean-Antoine de La Tour de Varan,.

### Rameau de La Tour de Murat, puis de la Tour d'Auvergne d'Apchier
C'est un rameau de la branche de Turenne, connue successivement sous les noms de La Tour d'Oliergues, seigneurs d'Olliergues, puis de La Tour de Murat : en succession de la terre de Murat et de Quaires, acquise en 1282 par Bertrand II de La Tour  — et aussi après l'union en 1572 de Jean de La Tour, seigneur d'Olliergues et de Cabanon avec Marguerite de Murat, dame d'Allagnat et de Murat-le-Quaire ? — puis de La Tour d'Auvergne d'Apchier après le mariage en 1663 de Jean de La Tour d'Auvergne, seigneur de Murat et de Gibertès (mort en 1676) avec Marie de Châteauneuf d'Apchier, dame d'Apch(i)er et de Margeride. Nicolas-Jules de La Tour d'Auvergne (1720-1790), lieutenant-général des armées du roi, comte d'Apchier, de Montsuc, baron de Thoras, marquis de Margeride.
Le dernier représentant de cette famille fut Maurice-César de La Tour d'Auvergne d'Apchier (1809-1896), prince de La Tour d'Auvergne, duc de Bouillon, comte d'Apchier, marquis de La Margeride : son épouse est Aurélie de La Tour d'Auvergne qui racheta une partie du Mont des Oliviers ; Maurice-César est mort sans descendance le 18 février 1896 à Clermont-Ferrand. Dans son testament, il légua son nom, ses titres, ses armes, ainsi qu'une partie de ses biens personnels au Baron de Veyrac (1858-1922), son plus proche cousin.

## Principales personnalités
- Bertrand de La Tour, évêque de Toul en 1353-1361, puis du Puy-en-Velay en 1361-1382.

Branche des comtes d'Auvergne
- Catherine de Médicis par sa mère Madeleine de la Tour d'Auvergne, épouse de Laurent II de Médicis, duc d'Urbino.

Branche des vicomtes de Turenne
- Henri de La Tour d'Auvergne, duc de Bouillon (1555-1623), maréchal de France, personnalité des guerres de religion ;
- Henri de La Tour d'Auvergne, vicomte de Turenne (1611-1675), fils du précédent, maréchal de France, sans postérité ;
- Godefroy Maurice de La Tour d'Auvergne (1636-1721), neveu du précédent, Grand chambellan de France ;
- Emmanuel-Théodose de la Tour d'Auvergne, duc de Bouillon (1668-1730), fils du précédent ;
- Louis Henri de La Tour d'Auvergne (1674-1753), frère du précédent, comte d'Évreux, gouverneur du Poitou et d'Auvergne, fait construire le Palais de l'Élysée ;
- Henri Oswald de La Tour d'Auvergne dit le « cardinal d'Auvergne » (1671-1747), archevêque de Tours puis archevêque de Vienne, il est élevé au cardinalat en 1740 ;
- Armande de La Tour d'Auvergne (1697-1717), princesse d'Epinoy, duchesse de Joyeuse ;
- Charles-Godefroy de La Tour d'Auvergne, duc de Bouillon (1706-1771) ;
- Godefroy Charles Henri de La Tour d'Auvergne (1728-1792), fils du précédent, duc de Bouillon, pair de France, maréchal de camp, grand chambellan de France, député aux États-généraux, propriétaire du Palais de l'Élysée ;
- Jacques-Léopold de La Tour d'Auvergne (1746-1802), duc de Bouillon, d'Albret, de Château-Thierry, vicomte de Turenne, fils du précédent, mort sans postérité, dernier de cette branche.

## Postérité
Cette famille illustre, qu'il ne faut pas confondre avec celle des comtes d'Auvergne dont elle avait cependant hérité le titre, est éteinte dans toutes ses branches depuis le début du XIXe siècle.
Son nom a été usurpé par plusieurs familles qui le portent actuellement.
Pour un article plus général, voir La Tour d'Auvergne (nom).

## Armes
Regarde ici Blasons de maison La Tour d'Auvergne
- De gueules, à la tour d'argent. (av. le XIIIe siècle)[16],[17].
- D'azur, semé de fleurs de lys d'or ; à la tour d'argent maçonnée de sable brochant[16],[18].